# エルヴェルソン・ルイス・ドス・サントス・アウベス
エルヴェルソン・ルイス・ドス・サントス・アウベス（ポルトガル語: Erverson Luís dos Santos Alves、1998年1月18日 - ）は、ブラジルのサッカー選手。ポジションはFW。

## 来歴
2017年にヴェラ・クルスFCで選手となり、翌年にAADヴィトーリア・ダス・タボカスに完全移籍した。その後、ブラジル国内の州リーグ所属クラブを転々とした。
2022年6月30日にプリメーラ・ディビシオン・デ・ボリビア所属のCDパルマフロール・デ・トロピコに完全移籍、7月5日の同リーグの試合に出場して全国リーグ初出場となった。レギュラーとして活躍したが半年で退団した。
2023年1月にカタール・セカンドディビジョンのアル・メサイミールSCに加入したが、同年夏に放出された。
同年8月26日にJ3リーグ・FC大阪に加入した。

## 個人成績
| 国内大会個人成績 | 国内大会個人成績 | 国内大会個人成績 | 国内大会個人成績 | 国内大会個人成績 | 国内大会個人成績 | 国内大会個人成績 | 国内大会個人成績 | 国内大会個人成績 | 国内大会個人成績 | 国内大会個人成績 | 国内大会個人成績 |
| 年度             | クラブ           | 背番号           | リーグ           | リーグ戦         | リーグ戦         | リーグ杯         | リーグ杯         | オープン杯       | オープン杯       | 期間通算         | 期間通算         |
| 年度             | クラブ           | 背番号           | リーグ           | 出場             | 得点             | 出場             | 得点             | 出場             | 得点             | 出場             | 得点             |
| 日本             | 日本             | 日本             | 日本             | リーグ戦         | リーグ戦         | リーグ杯         | リーグ杯         | 天皇杯           | 天皇杯           | 期間通算         | 期間通算         |
| ---------------- | ---------------- | ---------------- | ---------------- | ---------------- | ---------------- | ---------------- | ---------------- | ---------------- | ---------------- | ---------------- | ---------------- |
| 2023             | FC大阪           | 37               | J3               | 1                | 0                | -                | -                |                  |                  |                  |                  |
| 通算             | 日本             | 日本             | J3               | 1                | 0                | -                | -                |                  |                  |                  |                  |
| 総通算           | 総通算           | 総通算           | 総通算           | 1                | 0                | 0                | 0                |                  |                  |                  |                  |